# Lovie Simone
Lovie Simone Oppong (New York, 29 november 1998) is een Amerikaanse actrice. 

## Biografie
Simone is geboren in New York. Haar moeder is Afro-Amerikaanse en haar vader is Ghanees. Simone ging van haar eerste jaar tot het laatste jaar naar de Monroe-Woodbury High School.

## Filmografie

### Films
- 2018: Monster
- 2019: Share
- 2019: Selah and the Spades
- 2020: The Craft: Legacy
- 2022: The Walk

### Televisie
- 2016–20: Greenleaf
- 2017: Orange Is the New Black
- 2017: Blue Bloods
- 2020: Social Distance
- 2021: Power Book III: Raising Kanan